# نادی‌سوکوی
نادی‌سوکوی (به مجاری:  Nagyszokoly) یک شهرداری در مجارستان است که در ناحیه تاماشی واقع شده‌است. نادی‌سوکوی ۲۷٫۹۹ کیلومتر مربع مساحت و ۹۷۰ نفر جمعیت دارد.